# Ярославский автомеханический техникум
Ярославский автомеханический колледж — государственное учреждение среднего профессионального образования в городе Ярославле.
Открыт в 1929 году как Ярославский техникум авто- и машиностроения. В 1933 году был переименован в Ярославский автомеханический техникум. В результате реорганизации (присоединение Профессионального лицея №2) с 27 января 2014 года называется "Ярославский автомеханический колледж". Подготовлено свыше 20 тысяч специалистов. Среди выпускников академик Российской академии наук техник К. С. Колесников, глава Ярославля и области В. Ф. Горулёв, генеральный директор БелАЗа П. Л. Мариев, спортсмен-стрелок В. М. Корнев и другие известные люди.
Подготовка ведётся по 8 специальностям и 4 рабочим профессиям. Имеются библиотека и читальный зал, учебно-производственные мастерские, информационный центр, 2 спортивных зала, столовая, учебно-лабораторная база.
Специальности:
- Техническая эксплуатация и обслуживание электрического и электромеханического оборудования (по отраслям)
- Монтаж и техническая эксплуатация промышленного оборудования (по отраслям)
- Технология машиностроения
- Техническое обслуживание и ремонт автомобильного транспорта
- Автоматизация технологических процессов и производств (по отраслям)
- Компьютерные системы и комплексы
- Программирование в компьютерных системах
- Операционная деятельность в логистике

Рабочие профессии
- Автомеханник
- Слесарь по ремонту строительной техники
- Электромонтер по ремонту и обслуживанию электрического оборудования (по отраслям)
- Мастер по обработке цифровой информации